# آکورد فرعی

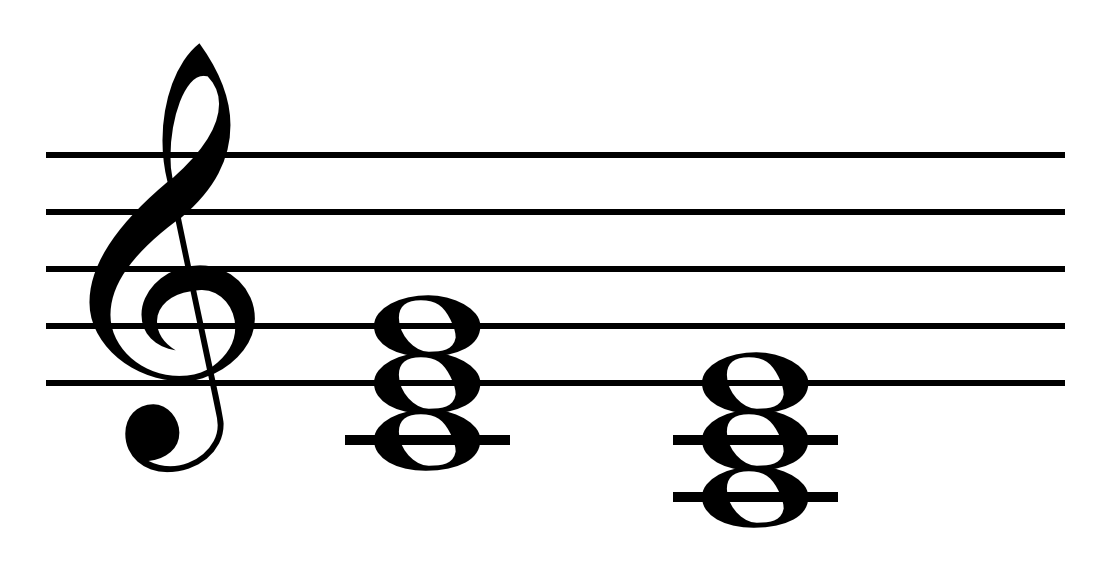
تونیک و تونیک موازی در گام ماژور، آکوردهای دو ماژور و لا مینور.

آکورد فرعی (انگلیسی: Subsidiary chord) در تجزیه و تحلیل موسیقی، آکوردی با اهمیت، برای شرح‌ و‌ بسطِ هارمونیک، در یک توالی آکورد است. 

## شرح
کاربرد این آکورد بدین صورت است که اگر احتمالا پس از آکورد اصلی گام (X) آکورد فرعی (Y) در توالی آکورد جایگزین شود، امکان سه موقعیت متفاوت و مشترک (در ابتدا، میانی و انتها)، از کاربرد آکورد اصلی و فرعی در کنار هم به وجود می‌آید:
X–Ya
Y–X
X–Y–X

## آکورد فرعی در مدولاسیون

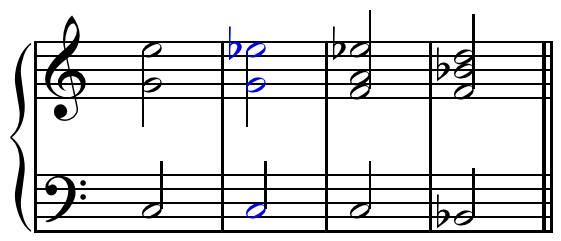
مدولاسیون با آکورد فرعی (به رنگ آبی) از دو ماژور به سل مینور.

در مدولاسیون، یک آکورد فرعی ممکن است عملکردی  مشترک با نقش آکورد یا زیروبمی‌های گام داشته باشد. برای مثال در گام می ماژور، آکورد دو دیز مینور (دو دیز، می، سل دیز)، به‌عنوان یک آکورد فرعی، با پایه‌های دو گام دیگر از سه گام، مرتبط هستند؛ بدین ترتیب نت «دو دیز» تونیک گام موازی (vi) و نت «سل دیز» پایۀ گام سل دیز ماژور (I) است.

## مطالعه بیشتر
- Van der Merwe (2005), p. 428.